# Remete-hegyi 10. sz. barlang
A Remete-hegyi 10. sz. barlang a Duna–Ipoly Nemzeti Parkban lévő Remete-szurdokban található egyik barlang.

## Leírás
A Budai Tájvédelmi Körzetben, Remeteszőlős külterületén, fokozottan védett területen, erdőben, a Remete-szurdok É-i oldalában, a Remete-hegy meredek és sziklás oldalában van a barlang DK-re tekintő bejárata. A szurdok középső barlangszintjében (ez a szint a völgytalp felett 70 m-re, 340–350 m tszf. magasságban húzódik) található. A barlang 20 m hosszú, 250 m² alapterületű és 70 m³ térfogatú. Csak kissé meggörnyedve lehet közlekedni járataiban. A bejárattól mért 4. m-nél bal oldalon oldalág kezdődik, amely a felszínre nyílik pár méter után. Előre haladva kis terembe lehet jutni. Jobb oldalon omladékos hasadék van, amelybe belógnak a gyökerek. A folyosót egy kis keresztirányú járat zárja le, amely alacsony. Bejáratánál szép kilátás nyílik a Szurdok-völgyre. A barlangjáró alapfelszereléssel járható barlang megtekintéséhez nem kell engedély.
1984-ben volt először Remete-hegyi 10. sz. barlangnak nevezve a barlang az irodalmában. Előfordul a barlang az irodalmában 10. számú barlang (Horváth, Szunyogh 1971), Eltömődött-barlang (Horváth, Szunyogh 1971), Remetehegyi 10. sz. barlang (Bertalan 1976) és Remetehegyi eltömődött barlang (Leél-Őssy 1957) neveken is. Az alját borító vastag agyaglerakódás miatt kapta az Eltömődött-barlang nevet.

## Kutatástörténet
Az 1877. évi Archaeologiai Értesítőben meg van említve, hogy a Magyar Nemzeti Múzeum régiségtára novemberben gyarapodott 1 (állattól származó) alsó állkapoccsal, 2 csonttal és 3 cseréppel is. Ezeket a leleteket, melyek a budai Remetemária közelében elhelyezkedő sziklaodúból kerültek elő, Lóczy Lajos ajándékozta a múzeumnak. Az 1904. évi Budapest Régiségeiben meg van említve, hogy valószínűleg kőkori tanyahelyek voltak Remetemária sziklaodúi, ahonnan Lóczy Lajos (Régészeti N., 168/1877.) vitt a Magyar Nemzeti Múzeumba durva cserépdarabokat.
Az 1937-ben napvilágot látott, Jablonkay István által írt kiadványban szó van arról, hogy a Remete-szurdok bal oldali falában, a pataktól 50 m-rel (felső szint) és 10 m-rel (alsó szint) magasabban találhatók forrásbarlangok. A felső szinten lévő Remete-hegyi-kőfülkétől fejletlenebb és csúnyább a többi, felső szinten elhelyezkedő forrásbarlang, amelyek a szurdok teljes hosszában megfigyelhetők. Ha egy barlang erózióbázisa lejjebb száll, akkor azt követi a barlang vízrendszere is. Ez pl. úgy történhet, hogy a víz elhagyja a régi átmenőbarlangot és a régi forrásbarlangot, majd a kőzet vékony repedésein lejjebb ereszkedve új barlangrendszert alakít ki. Ebben az esetben új forrásbarlang nyílik a régi alatt, a lesüllyedt erózióbázis új szintjén. A régi felső bejáratot pedig eltömi az ottmaradt karsztbreccsa. A Remete-szurdok bal oldali falában sorakozó elhagyott forrásbarlangok ennek a folyamatnak szép példái. Ezeknek a barlangoknak az erózióbázisa annak a barlangnak a patakja volt, amelynek beszakadásával kialakult a szurdok. A szurdokbarlang patakjának régi, szakaszjelleg-változás előtti magasságát jelzik a felső szint barlangjai.
Az 1942-ben kiadott, Budapest története című könyv Tompa Ferenc által írt fejezetében szó van arról, hogy Rómer Flóris után Nagy Géza is említette, hogy Remetemária sziklaodúiból előkerültek durva cserepek, melyek valószínűleg a csiszolt kőkorszakból származnak. Leél-Őssy Sándor a Magyar Hidrológiai Társaság 1949. március 9-i ülésén tartott egy olyan előadást, melynek témája a Hét-lyuk volt. Az előadásban említve volt a Remete-szurdok többi barlangja is. Leél-Őssy Sándor a társaság 1949. november 9-i szakülésén tartott egy olyan előadást is, amelyben ismertette a Remete-szurdok barlangjait.
A Hidrológiai Közlöny 1950. évi évfolyamának 3–4. számában megjelent a Leél-Őssy Sándor által 1949. március 9-én tartott előadás szövege. A publikáció címe A remetehegyi Hétlyuk-zsomboly. A tanulmányban szó van arról, hogy a Remete-hegy jelenleg magasan elhelyezkedő, de már száraz, pusztuló forrásbarlangjai a pliocénban és az ópleisztocénban keletkeztek. (Hét-lyuk alatti barlang, Remete-hegyi-kőfülke és még néhány kisebb félbemaradt, illetve felszakadt barlang, valamint forrásüreg.) Ezután a fiatal tektonikus kiemelkedés és az erózióbázis klimatikus eredetű bevágódása miatt lejjebb szállt a Remete-hegy karsztvízszintje is és elkezdtek pusztulni a szárazzá vált barlangok.

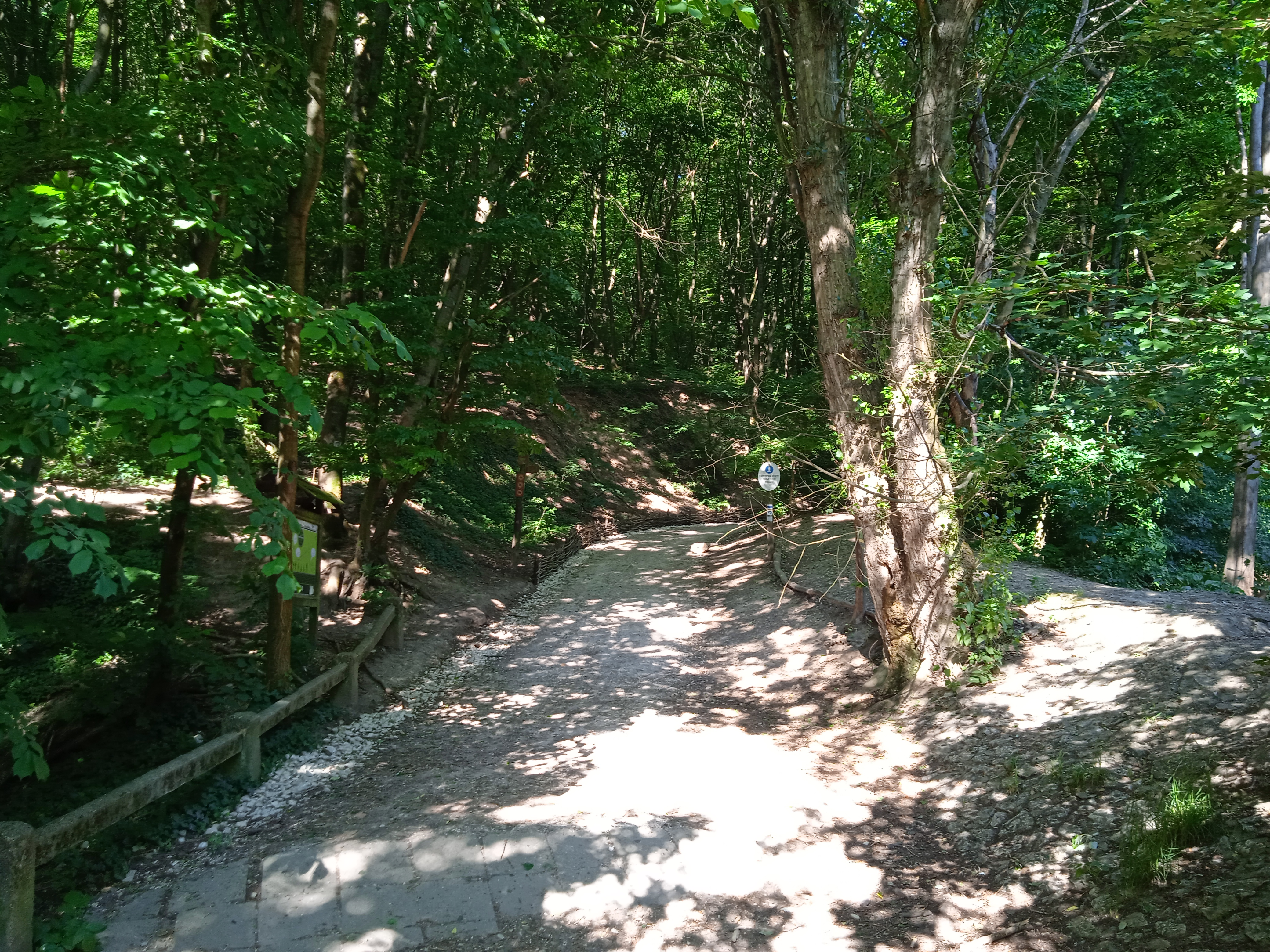
A Remete-szurdokon áthaladó út K-i vége

Az 1950. évi Hidrológiai Közlöny 11–12. számában publikált, Leél-Őssy Sándor által írt tanulmányból (ez a tanulmány az 1949. november 9-én elhangzott előadás) megtudható, hogy Cholnoky Jenő 1936-ban kiadott könyve szerint a Remete-szurdok egy felszakadt víznyelős barlang. A szurdok oldalában található jelenlegi kis barlangok ennek a felszakadt régi nagy barlangnak a felszakadás miatt lefejezett oldalbarlangjai (barlangi kaptúra). Jablonkay István az 1937-es disszertációjában a szurdok karsztos formáinak kialakulását a Cholnoky Jenő által elképzelt keletkezéssel magyarázza. Láng Sándor 1948-ban megjelent tanulmányában az van írva, hogy a jelenlegi száraz, magasan elhelyezkedő barlangok a fiatal tektonikus kiemelkedésnek és a karsztvízszint lesüllyedésének az eredményei. Leél-Őssy Sándor írása szerint a Remete-hegy oldalában, a máriaremetei szurdok felett a karsztos formákat leginkább barlangok képviselik. Ezek a barlangok kicsik, szárazak és rövidek. Egyetlen kivétellel (Remete-barlang) mind magasan a völgytalp felett vannak, ezért idős, pusztuló barlangok.
Leél-Őssy Sándor a felszakadt barlang közelében, a szurdok középső barlangszintjében (ez a szint a völgytalp felett 70 m-re, 340–350 m tszf. magasságban húzódik) talált egy másik, de még nem felszakadt forrásbarlangot. Ez a barlang a felszakadt barlanghoz hasonlóan rövid (14 m hosszú) és nagy esésű száraz forrásbarlang. A Remete-barlanghoz hasonlóan ennek is van keskeny oldalága és oldalbejárata. Minden bizonnyal a közelmúltig egészen el volt tömődve a bejárata, amelyet ismeretlen személyek az 1930-as években tárhattak fel. Nincs említve a barlang szakirodalomban. A Remete-hegyen nincsenek víznyelők és bújtatóbarlangok, csak D-i oldalán van néhány forrásbarlang és a Hét-lyuk.

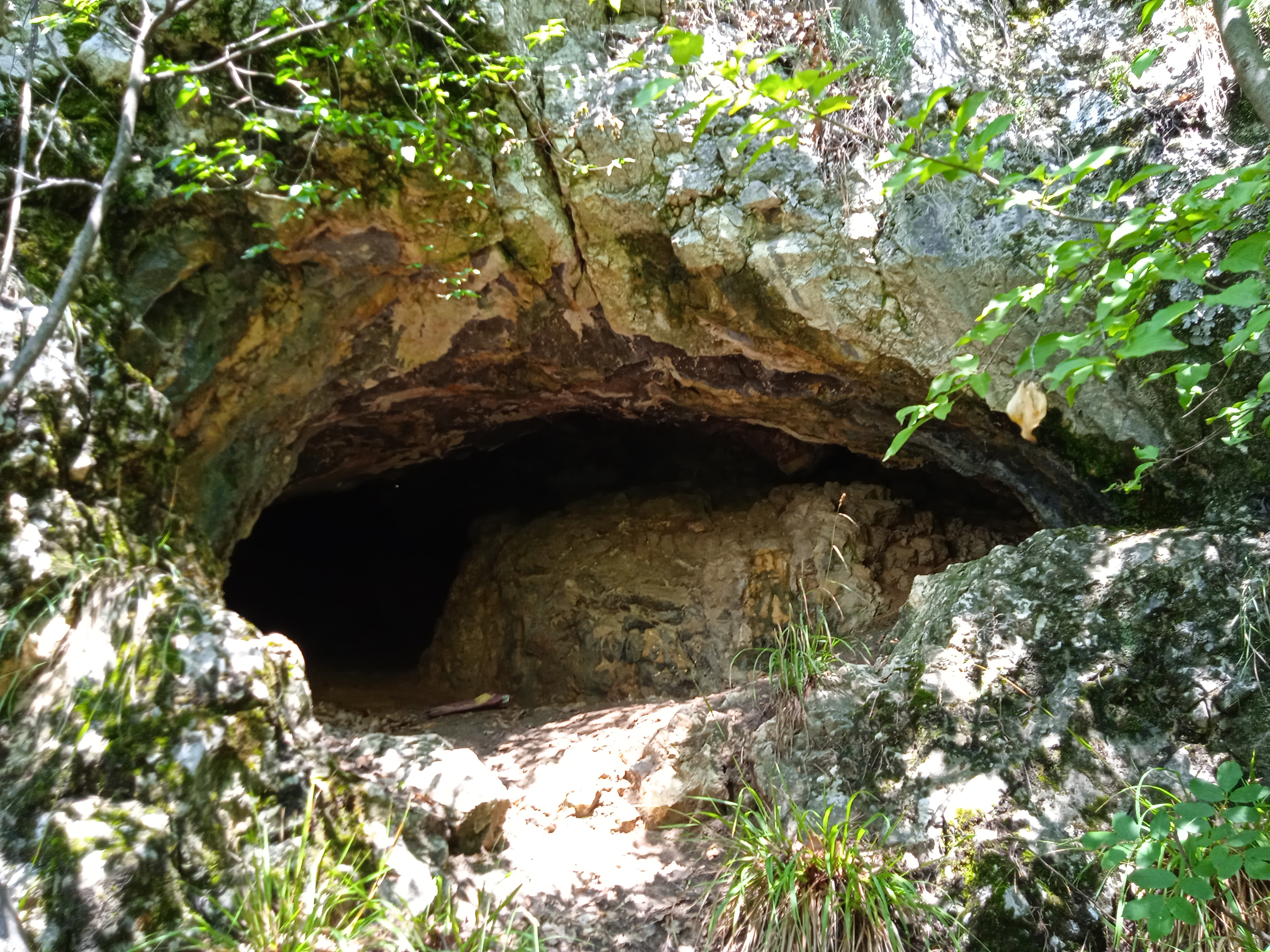
A Remete-hegyi 10. sz. barlang bejárata

Eddig az volt a tudományos álláspont, de még jelenleg is sokan azt gondolják, hogy a Remete-szurdok barlangi felszakadással alakult ki. Úgy látszott, hogy ezt az elképzelést alátámasztják a szurdok É-i oldalában lévő barlangok is. Ezzel szemben Leél-Őssy Sándor úgy vélte, hogy a völgy regresszió miatt keletkezett áttöréses keresztvölgy (diszkordáns völgy). Ennek a nézetnek legdöntőbb bizonyítéka a szurdok É-i oldalában található rövid, száraz forrásbarlangok hármas szintje. Ezek a barlangok nem lefejezett oldalbarlangok és nem bizonyítják a barlangi felszakadást, ahogy azt Cholnoky Jenő gondolta, hanem ellenkezőleg, a fiatal, tektonikus kiemelkedést tanúsítják. A barlangok magasan elhelyezkedése és szárazsága a kiemelkedést bizonyítják, míg a kiemelkedés módjára utal a hármas szint. A kiemelkedés ugyanis nem egyszerre és egy ütemben történt, hanem több ütemű, szakaszos volt a kiemelkedés. A kiemelkedést nyugalmi időszakok szakították meg.
Az állandó karsztvíz szintje is lejjebb süllyedt minden kiemelkedéskor. Mivel a karsztos forrásbarlangok mindig az állandó karsztvízszint felett jönnek létre, ezért a kiemelkedés miatt fokozatosan süllyedő karsztvízszint egyes nyugalmi helyzeteit jelzik a barlangszintek. Azt mutatja a barlangok rövidsége, hogy nagyon rövid ideig tartottak az egyes nyugalmi időszakok, és az egyes kiemelkedések (geológiai értelemben) nagyon gyorsan végbementek. Mivel napjainkban az állandó karsztvízszint mélyen a szurdok talpa, 260–290 m tszf. magasság alatt, kb. 120–130 m tszf. magasságban húzódik, ezért jelenleg már az összes barlang száraz és pusztul. Minél magasabban találhatók az egyes barlangok, annál idősebbek. A Hét-lyuk anyabarlangja a legidősebb, a Remete-barlang a legfiatalabb. A nagyon meredek lejtők és a rövid barlangok azt a feltételezést támasztják alá, hogy az egész kiemelkedés nagyon fiatal, és legrégibb üteme sem nagyon régen történt.

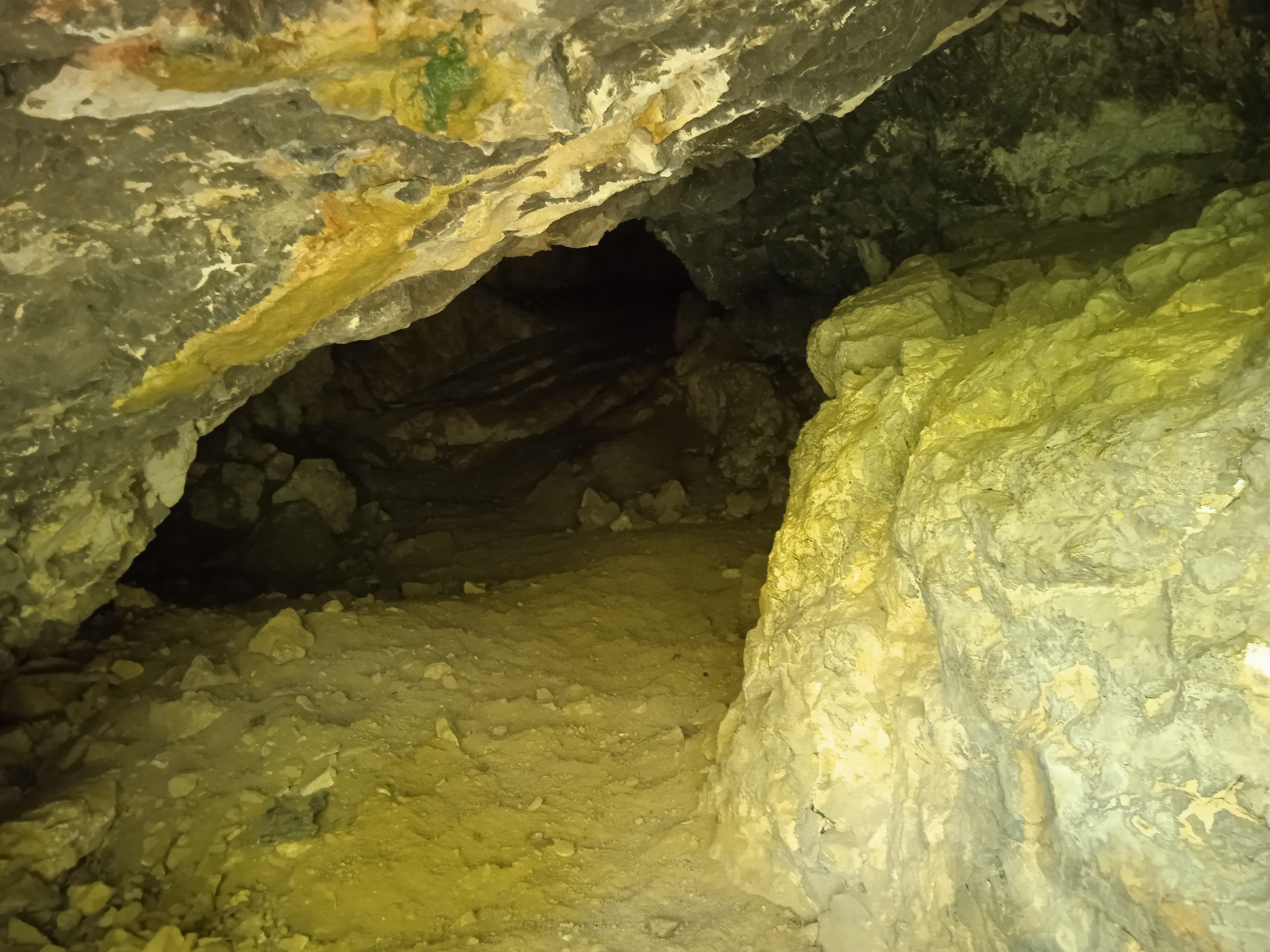
A Remete-hegyi 10. sz. barlang belseje

A barlangszintek a szurdok teraszai, de ebben az esetben csak tektonikus teraszoknak tekinthetők, amelyek a szakaszos kiemelkedés miatt fokozatosan bevágódó völgyfenék régebbi szintjeit jelzik. A barlangok szárazsága és jelenlegi karsztvízszint feletti magasan fekvése hosszú ideig tartó, idősebb kiemelkedést jelent, de fiatalítja a kiemelkedést a barlangok rövidsége. Ugyanis ha gyors a kiemelkedés, akkor magasra emelheti a barlangokat fiatal kiemelkedés is, amelyek nem tudnak eléggé kifejlődni a gyors karsztvízszint-süllyedés miatt. A kiemelkedés három szakaszát jelzi a három barlangszint.
Az 1957. évi Földrajzi Értesítőben megjelent, Leél-Őssy Sándor által írt tanulmányban szó van arról, hogy a Budai-hegységben csak kis méretű karsztos barlangok vannak. Ezek is csak egy helyen: a pesthidegkúti Remete-hegyen, a Máriaremetei-szurdokvölgy oldalában (a nagyon kis méretűektől eltekintve). A Remetehegyi eltömődött barlang kicsi és rövid (7 m hosszú) forrásbarlang, amely a felszakadt barlang közelében és szintjében helyezkedik el. Dachsteini mészkőben jött létre. Majdnem teljesen eltömődött barlangi agyaggal. A Budai-hegység barlangjainak földrajzi elhelyezkedését bemutató helyszínrajzon megfigyelhető a karsztos Remetehegyi eltömődött barlang földrajzi elhelyezkedése.
Az 1957-ben napvilágot látott, Budai-hegyek útikalauz című könyvben meg van említve, hogy a Remete-hegy oldalában több kisebb-nagyobb barlang van. Az 1962-ben kiadott, A barlangok világa könyv szerint kicsi, de tudományos szempontból jelentős barlangok vannak a Remete-hegy–Zsíros-hegy fennsíkjának DK-i peremén, ahol bevágódott a dachsteini mészkőbe a Máriaremetei-szoros. A Remete-hegyi-kőfülke, a Remete-barlang és a hegyoldalban nyíló többi kisebb üreg valószínűleg egykori forrásbarlangok voltak és lehet, hogy hidrológiai rendszerükhöz kapcsolódott a Hét-lyukból induló vízszintes barlang is.

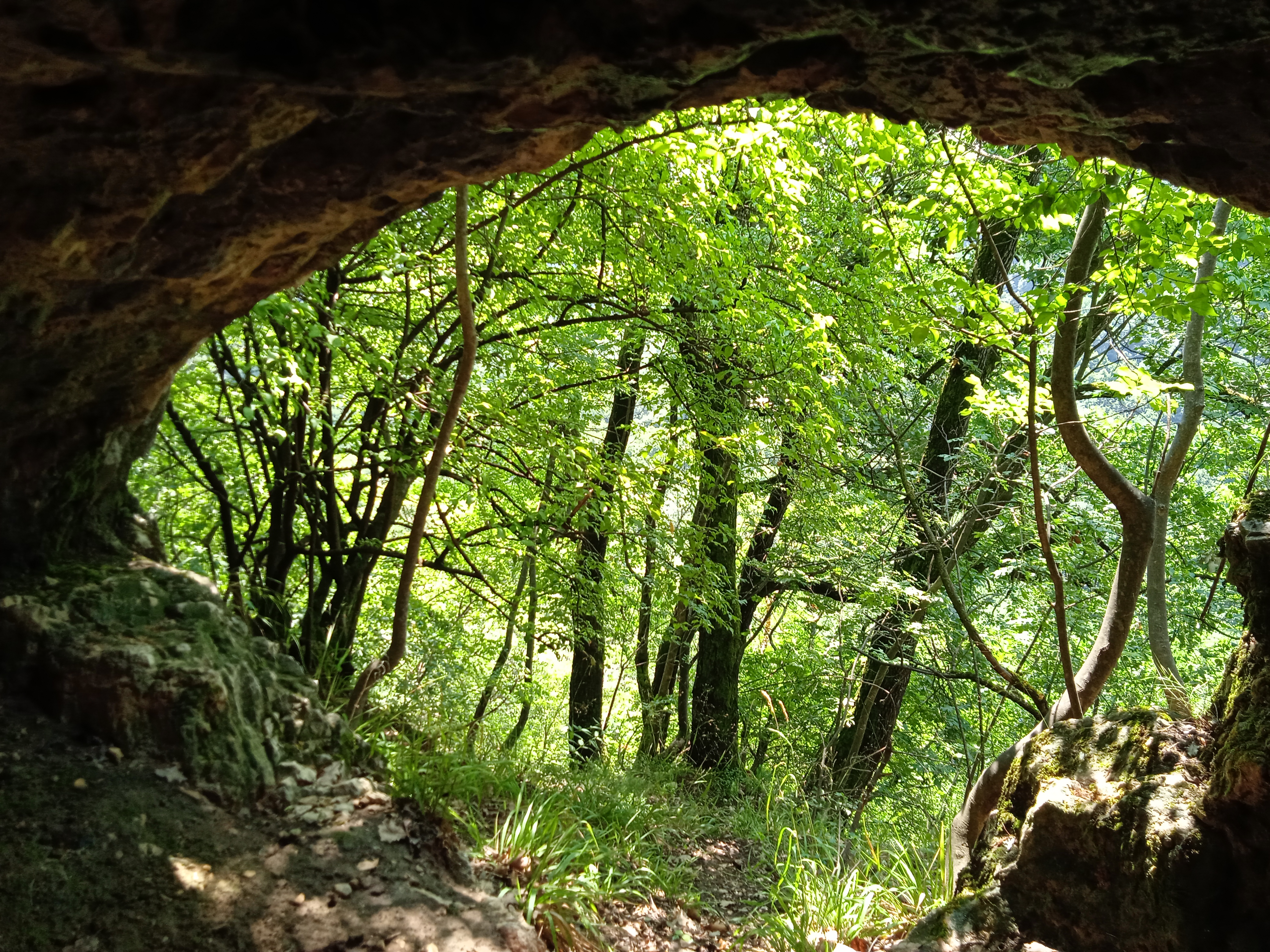
Kilátás a Remete-hegyi 10. sz. barlangból

Az 1966-ban megjelent, Budai-hegység útikalauz című kiadvány szerint a Remete-szurdok régen valószínűleg hatalmas barlang volt. Az egykori ősbarlang maradványai, oldalágai jelenleg is láthatók a Remete-hegy sziklás oldalában. A Remete-hegy oldalában nyíló barlangoknak nagy a tudományos értéke. A barlangok három szintmagasságban helyezkednek el és régi forrásbarlang mindegyik. Ezek az emeletek a Remete-hegy kiemelkedésével egyszerre egyre mélyebbre ereszkedő karsztvíz régi szintjét jelzik. A barlangok dachsteini mészkőben vannak és főleg tektonikus hasadékok mentén keletkeztek. A Remete-szurdok mindegyik barlangja nagyon pusztul és eltömődik. A völgy É-i oldalában öt barlang van (a Hét-lyuk, a Remete-hegyi-kőfülke, a Remete-barlang, a Remete-hegyi 10. sz. barlang és a Remete-hegyi 14. sz. barlang). A Remete-hegyi-kőfülkével csaknem azonos szinten van egy majdnem teljesen eltömődött barlang, amely kb. 7 m hosszú. Ennek közelében található egy felszakadt barlang.
Az FTSK Barlangkutató Csoport három tagja (Szunyogh Gábor, Stringovits Gabriella, Horváth János) 1970-ben felmérték a barlangot. A felmérés adatainak felhasználásával meg lett rajzolva a Remete-hegyi eltömődött barlang alaprajz térképe, hosszmetszet térképe és 6 keresztmetszet térképe. A térképlapon jelölve van az É-i irány. Az alaprajz térképen megfigyelhető a 6 keresztmetszet, a hosszmetszet térképen pedig 5 keresztmetszet (az F–F1 keresztmetszet nem) elhelyezkedése a barlangban.
A Karszt és Barlang 1971. évi évfolyamában kiadott beszámolóban, amely a Remete-szurdoknak és barlangjainak 1970. évi térképezését ismerteti, az olvasható, hogy az Ördög-árok patakja, mielőtt Budapestre belépne, meredek sziklafalak között, a festői szépségű Szurdok-völgyön tör át. Ezek a sziklafalak sok üreget, barlangot rejtenek magukban. A Ferencvárosi Természetbarát Sportkör barlangkutató szakosztálya 1970. július 12. és 19. között tartott egy térképezőtábort azért, hogy a völgy összes üregét felmérje, illetve pontosan meg legyen határozva a barlangok egymáshoz viszonyított földrajzi elhelyezkedése. A szakosztály tagjai, a tábor utáni ellenőrzőmérésekkor és felszíni mérésekkor, a nagyobb barlangokon kívül még négy kis barlangot mértek fel a teljesség kedvéért. A Szurdok-völgyben 12 ismert és felmért, barlangnak tekinthető természetes üreg van. A völgy bal oldalában nyílik mindegyik.

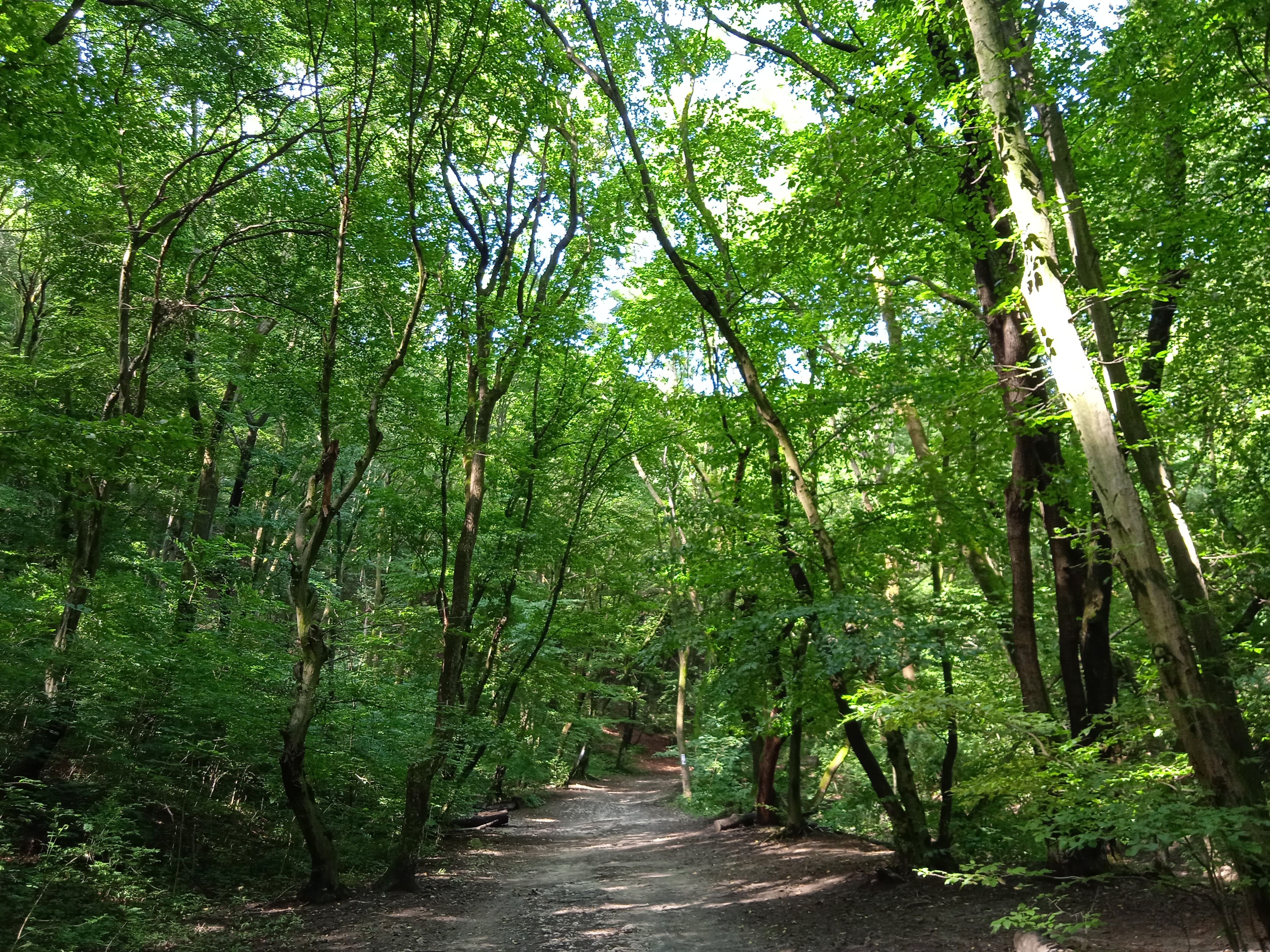
Részlet a Remete-szurdokból

Ny-ról K-i irányba számozva a Remete-szurdokban lévő barlangokat, sziklabordák szerint a Máriaremete felől jól látható, réteglépcsős, sziklás és meredek domboldalon, azaz a 4. számú sziklabordában, kb. 365 m tszf. magasságban nyílik az Eltömődött-barlang (10. számú barlang). A szélesen elnyúló 4. sziklabordában, a Hét-lyuknál mélyebb, kb. 365 m tszf. magassági szinten Ny-ról K-re haladva először egy nagyon lepusztult, omladékos sziklautca található. A sziklautcától kis szirt választja el az Eltömődött-barlangot, a völgy 10. számú barlangját. A barlang 20 m hosszú, 250 m² alapterületű és 70 m³ térfogatú. Az alját borító vastag agyaglerakódás miatt kapta nevét. Csak kissé meggörnyedve lehet közlekedni járataiban. A bejárattól mért 4. m-nél bal oldalon oldalág kezdődik, amely a felszínre nyílik pár méter után. Előre haladva kis terembe lehet jutni. Jobb oldalon omladékos hasadék van, amelybe belógnak a gyökerek. A folyosót egy kis keresztirányú járat zárja le, amely alacsony. Valószínűleg gazdag ásatási anyag van vastag agyagkitöltésében. A bejáratánál szép kilátás nyílik a Szurdok-völgyre.
A barlang térképének számjelei: (1.) A bejárat melletti sziklapadkáról a barlang kis melléküregébe mélyülő, átjárható akna. (2.) A melléküreget alakító kereszttörés. (3.) A közeli felszín miatt az üregbe lógó gyökérzet. A tanulmányban látható a máriaremetei Remete-szurdok térképvázlata, amelyet az FTSK Barlangkutató Csoport 1970-ben rajzolt. Jelölve van a Remete-hegyi 10. sz. barlang földrajzi elhelyezkedése ezen a helyszínrajzon, amelyen Eltömődött-barlang a neve. A dolgozatban publikálva lett egy Bertalan Károly által 1942. április 26-án készített (fekete-fehér) fénykép, amelyen a remete-hegyi Eltömődött-barlang bejárata figyelhető meg. A publikációba bekerültek a barlang 1970-ben készült térképei.

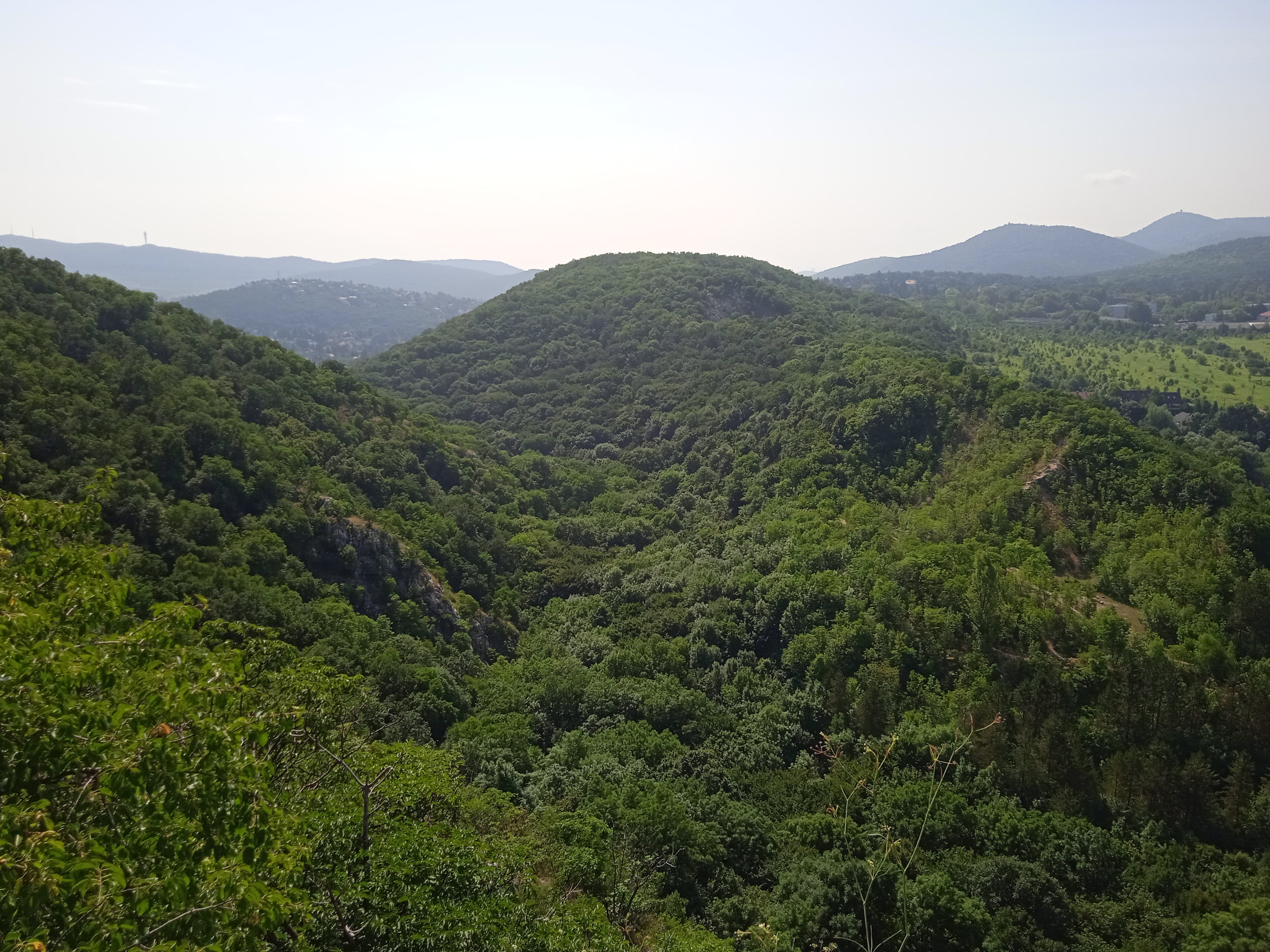
Kilátás a Remete-hegyről a Remete-szurdokra és a Hosszúerdő-hegyre

Az 1976-ban befejezett, Bertalan Károly által írt kéziratban az olvasható, hogy a Budai-hegyekben, Nagykovácsin, a Remete-hegyen található IV. sziklabordában, az ösvény mellett, 365 m tengerszint feletti magasságban van a Remetehegyi 10. sz. barlang, másik nevén Eltömődött-barlang. Bejárata háromszög alakú és tág. Aknaszerű kijárata a hegytetőre nyílik. A barlang 20 m hosszú, 2 m magas, 3–5 m széles, 250 m² alapterületű és 70 m³ térfogatú. A felszínhez közel húzódó széles folyosó agyaggal van feltöltve. A kitöltésben valószínűleg gazdag ásatási anyag van. A kézirat barlangot ismertető része 2 publikáció alapján van írva.
Az 1982-ben megjelent, Budai-hegység útikalauz című kiadványban az van írva, hogy a Remete-hegy oldalában nyíló barlangok nagy tudományos értéket képviselnek. A Remete-szurdokban, de főleg annak É-i oldalában, a Remete-hegy dachsteini mészkövének tektonikus hasadékai mentén sok barlangot hozott létre a hegy fokozatos kiemelkedésével együtt egyre mélyebbre leszálló karsztvíz. Ezek a jelenleg már kivétel nélkül pusztuló, szenilis és eltömődő barlangok a hegyoldalban különböző szintmagasságokban találhatók. A völgytalphoz közel lévők a fiatalabbak, a magasabban húzódók az idősebbek. Ezek a barlangok ugyanis a hegy kiemelkedésével egyre alacsonyabbra szálló karsztvíz akkori szintjét jelzik, amikor keletkeztek az egyes barlangok. 20-nál több barlang van a Remete-szurdokban. A Budai-hegység barlangjainak földrajzi elhelyezkedését szemléltető helyszínrajzon látható a Remete-szurdok barlangjainak földrajzi elhelyezkedése. A Remete-hegy Remete-szurdok felőli oldala meredek, sziklás és sok barlang található benne. A Remete-barlang felett lévő sziklafalban húsznál több kisebb-nagyobb üreg van.
Az 1984-ben napvilágot látott, Magyarország barlangjai című könyv országos barlanglistájában szerepel a Budai-hegységben lévő barlang (Remete-hegyi 10. sz. barlang, Eltömődött-barlang). A listához kapcsolódóan látható a Dunazug-hegység barlangjainak földrajzi elhelyezkedését bemutató, 1:500 000-es méretarányú térképen a barlang földrajzi elhelyezkedése.
A Magyarország Régészeti Topográfiája sorozat 1986-ban megjelent, A budai és szentendrei járás című kötetében, a 12/6. sz. lelőhely (remete-hegyi Alsó- és Felső-barlang) ismertetésében szó van arról, hogy az Ördög-árok szurdokvölgyének É-i oldalán emelkedő Remete-hegy D-i meredek, néhány helyen sziklás lejtőjén van néhány kis barlang. Régészeti leletek ezek közül az Alsó-barlangból, a Felső-barlangból és a Remete-hegyi Zsombolyból kerültek elő. Ezek gyakran budapesti barlangokként vannak bemutatva az irodalomban a főváros közelsége miatt. 1877-ben Lóczy Lajos ajándékozott a Magyar Nemzeti Múzeumnak 3 cserepet és állatcsontokat, amelyeket a budai Remetemária közelében elhelyezkedő sziklaodúban talált (MNM 168/1877. 1–4.).

## További irodalom
- Cholnoky Jenő: Magyarország földrajza. (Föld és élete 6.) 1936.
- Láng Sándor: Karszttanulmányok a Dunántúli Középhegységben. Hidrológiai Közlöny, 1948. (28. köt.) 1–4. füz.